# Емилио Сегре
Емилио Ђино Сегре (итал. Emilio Gino Segrè, 1. фебруар 1905. – 22. април 1989) био је италијанско-амерички физичар који је, заједно са Овеном Чејмберленом, добио Нобелову награду за физику 1959. године „за откриће антипротона”.